# Maison Cazes
La maison Cazes est une maison située sur la commune de Cayres, dans le département français de la Haute-Loire en région Auvergne-Rhône-Alpes.

## Localisation
La maison est située sur la commune de Cayres dans le département de la Haute-Loire, en région Auvergne-Rhône-Alpes.

## Historique
Cette structure reflète l'architecture rurale typique de la région des plateaux au sud-ouest du Velay. La ferme d'origine, construite au XVIIe siècle, a laissé en héritage son enceinte murale et un enclos transformé en verger. La maison principale a été démolie pour être remplacée par une demeure de maître, mieux en accord avec le statut bourgeois de la famille qui l'occupait. Cette nouvelle résidence s'étend sur quatre niveaux, avec chaque étage marqué par une corniche ornementale dont le profil varie en fonction de la hauteur. Un élément singulier de cette propriété, qui se distingue dans la région, est le verger clos, dont le style rappelle l'époque médiévale, et il s'ouvre par un portail orné d'un arc brisé.

## Protection
La maison est inscrite au titre des monuments historiques par arrêté du 10 septembre 1990.